# Lethlobar II mac Loingsig
Lethlobar II mac Loingsig (zm. 873 r.) – król Dál nAraidi oraz król Ulaidu (Ulsteru) jako Lethlobar mac Loingsig od 857 r. do swej śmierci, eponim rodu Ua Lethlobair, syn Loingsecha, syna Tommaltacha mac Indrechtaig (zm. 790 r.), króla Dál nAraidi oraz Ulaidu.
Lethlobar pochodził z głównej panującej dynastii Dál nAraidi, znanej jako Uí Chóelbad w Mag Line, na wschód od miasta Antrim w obecnym hrabstwie Antrim. Pierwszy raz pojawił się w źródłach z tytułem króla Dál Araidi w „Rocznikach Ulsteru” pod rokiem 828, gdy rozgromił wikingów w bitwie. To oznacza, że objął tron po Eochaidzie VI mac Bressail (zm. 824 r.). Ta informacja jest zgodna z listą królewską znajdującą się w Księdze z Leinsteru. Jednak dwaj inni królowie Dál Araidi pojawiają się w „Rocznikach Ulsteru”, Cináed II mac Eochada (zm. 832 r.) i Flannacán mac Eochada (zm. 849 r.). Dwaj poprzedni królowie, jak również ich ojciec, Eochaid VI mac Bressail, w źródłach oznaczeni zostali jako królowie Północnego Dál Araidi. Ci byli potomkami Fiachry II Cossalacha (zm. 710 r.), który mógł być związany z boczną linią rodu osiedloną w Mag nEinli lub Eilne („Równina Nieczysta”), równinie między rzekami Bann a Bush w hr. Antrim. Zapewne królestwo Dál Araidi, które było podzielone na dwie części, zostało zjednoczone przez Lethlobara w 849 r.
W 857 r. król Ulaidu, Matudán I mac Muiredaig, zmarł. Na jego miejsce zostani wybrani Lethlobar oraz Cathalán mac Indrechtaig, w szóstym stopniu potomek Máel Coby mac Fíachnai. Tenże był zdradziecko zabity za namową arcykróla Áeda VII Findliatha w 871 r. Lethlobar stał się w ten sposób jedynym królem. Zmarł dwa lata później, w 873 r., w podeszłym wieku. Jego synem i następcą Dál nAraidi był Cenn Étig mac Lethlobair (zm. 900 r.). Miał także córkę Barrdub, żonę Áeda III mac Eochocáin (zm. 919 r.), króla Ulaidu z Dál Fiatach. Królestwo Ulaidu zaś objął Ainbíth mac Áeda, wnuk Eochaida VI mac Fíachnai z Dál Fiatach oraz stryj tegoż Áeda III mac Eochocáin.